# Taryn Swiatek
Taryn Swiatek (* 4. Februar 1981 in Calgary, Alberta) ist eine ehemalige kanadische Fußballspielerin, die als Torhüterin agierte – auch für die U23- und A-Nationalmannschaft.

## Karriere

### Vereine
Swiatek begann im Alter von 13 Jahren für den in ihrem Geburtsort ansässigen Verein Calgary Celtic mit dem Fußballspielen. In der Spielzeit 1999 war sie für Calgary United aktiv.
Mit ihrem Abschluss an der Western Canada High School begab sie sich an die University of Calgary und schrieb sich für ein Studium in Ingenieurwissenschaften ein. Während ihrer Studienzeit von 1999 bis 2005 kam sie auch für das Sport-Team, den Dinos, in Meisterschaftsspielen in der Alberta Colleges Athletic Conference zu Punktspielen. Während dieser Zeit kam sie auf Leihbasis in der Spielzeit 2004 für den dänischen Erstligisten Fortuna Hjørring in neun Punktspielen in der 3F Ligaen, der seinerzeit höchsten Spielklasse, zum Einsatz. Ihr Debüt gab sie am 27. März 2004 beim 5:2-Sieg im Heimspiel gegen die Frauenfußballmannschaft des Vejle BK. Nach ihrer Rückkehr und der Beendigung ihres Studiums, schloss sie sich Ottawa Fury an. Für das Team kam sie in der USL W-League, der zweithöchsten Spielklasse im US-amerikanischen und kanadischen Frauenfußball, zu Punktspielen.  

### Nationalmannschaft
Swiatek bestritt in einem Zeitraum von sieben Jahren 24 Länderspiele für die A-Nationalmannschaft Kanadas. Ihr Debüt als Nationalspielerin gab sie während eines 15-tägigen Trainingslagers vom 5. bis 20. Juni 2001 in Europa. Ihr erstes Länderspiel bestritt sie am 10. Juni gegen die Nationalmannschaft Schwedens, das in Linköping mit 2:5 verloren wurde. Auch ihr zweites Länderspiel am 17. Juni 2001 in Oberhausen wurde gegen die Nationalmannschaft Deutschlands mit 1:7 verloren. Zurück in Kanada, gab es am 30. Juni 2001 in Toronto ein 2:2-Unentschieden gegen die US-amerikanische Nationalmannschaft. Ihren ersten Sieg mit der Nationalmannschaft hatte sie in ihrem vierten Länderspiel am 19. Mai 2003 in Lachine beim 4:0-Sieg über die A-Nationalmannschaft Englands.
Danach nahm sie mit der U23-Nationalmannschaft am Fußballturnier im Rahmen der Panamerikanische Spiele in Santo Domingo teil. Sie bestritt die beiden Spiele der Gruppe A sowie das Halbfinale und das Finale. An diesem Turnier nahm sie vier Jahre später erneut teil, allerdings mit zwei Spielen mit der A-Nationalmannschaft.
Nach zwei WM-Vorbereitungsspielen (6:0 vs. Mexiko; am 4. September 2003 in Vancouver und 2:0 vs. Australien; am 14. September 2003 in Kingston) nahm sie mit ihrer Mannschaft an der Weltmeisterschaft teil. Sie kam im zweiten und dritten Spiel der Gruppe C sowie in den drei Spielen der Finalrunde in fünf Turnierspielen zum Einsatz. Anschließend kam sie im Vier-Nationen-Turnier 2004 einzig im zweiten Spiel bei der 1:3-Niederlage gegen die Nationalmannschaft Schwedens am 1. Februar in Shenzhen zum Einsatz. Vom 3. Juli 2004 bis zum 6. Mai 2007 folgten neun Länderspiele (1 S, 2 U, 6 N), die in Freundschaft ausgetragene wurden. Ihre Länderspielkarriere endete mit einem zwölfminütigen Einsatz (Einwechslung für Erin McLeod in der 79. Minute) im dritten Spiel der WM-Gruppe C beim 2:2-Unentschieden gegen die Nationalmannschaft Australiens.

## Erfolge
Nationalmannschaft
- Vierter Weltmeisterschaft 2003
- Silbermedaille Fußballturnier Panamerikanische Spiele 2003, Bronzemedaille 2007

Ottawa Fury
- Zweiter Meisterschaft 2005, 2006